# Aliaksandra Sasnovič
Aliaksandra Aliaksandraŭna Sasnovič (în belarusă Аляксандра Аляксандраўна Сасновіч; n. 22 martie 1994, Minsk, Belarus) este o jucătoare de tenis din Belarus. Ea a câștigat unsprezece titluri la simplu și șapte la dublu pe Circuitul ITF. A ajuns într-o semifinală de Grand Slam la dublu, la US Open 2019, alături de Viktoria Kuzmova. Cea mai bună poziție în clasamentul WTA la simplu este locul 29 mondial, în septembrie 2022, iar la dublu locul 39, în august 2021.